# 농업관측센터
농업관측센터는 농산물 시장의 수급상황과 가격에 관련된 내용을 조사하고 미래 사항을 예측하기 위해 설립된 대한민국 국무조정실 산하 경제인문사회연구회 한국농촌경제연구원 소속기관이다. 서울특별시 동대문구 회기로 117-3번지에 있다.

## 설립 근거
- 농수산물 유통 및 가격안정에 관한 법률[4]
  - 농수산물 유통 및 가격안정에 관한 법률 시행규칙[5]

## 연혁
- 1999년 1월 1일 한국농촌경제연구원 농업관측센터 설치
- 2013년 4월 18일 한국농촌경제연구원 농업관측센터 세종상황실 설치 (대전광역시 유성구 지족동)[6][7]

## 조직

### 농업관측센터장
- 중앙자문위원회
- 지역자문위원회

## 같이 보기
- 수산업관측센터